# Приладожское городское поселение
Прила́дожское городско́е поселе́ние — муниципальное образование в Кировском районе Ленинградской области.
Административный центр — посёлок Приладожский.
Глава поселения — Гришин Вячеслав Михаилович, и. о главы администрации — Столбунов Денис Львович.

## Местоположение
Приладожское городское поселение расположено на севере Кировского района.
Граничит:
- на севере — с Ладожским озером
- на востоке — с Путиловским сельским поселением
- на юге — со Мгинским городским поселением
- на западе — с Кировским городским поселением и Синявинским городским поселением

По территории поселения проходят автодороги:
- Р21 (E 105) «Кола» (Санкт-Петербург — Петрозаводск — Мурманск)
- 41К-127 (Шлиссельбург — Назия)
- 41К-237 (подъезд к дер. Назия)
- 41К-543 (подъезд к пос. Приладожский)

Расстояние от административного центра поселения до районного центра — 25 км.

## История
1 января 2006 года в соответствии с областным законом № 100-оз от 29 ноября 2004 года «Об установлении границ и наделении соответствующим статусом муниципального образования Кировский муниципальный район и муниципальных образований в его составе» образовано Приладожское городское поселение, в которое вошли посёлок Приладожский и деревня Назия, подчинённая поселковой администрации.

## Население
| 2006  | 2010  | 2011  | 2012  | 2013  | 2014  | 2015  |
| ----- | ----- | ----- | ----- | ----- | ----- | ----- |
| 5300  | ↗5998 | ↗6012 | ↗6021 | ↗6091 | ↘5985 | ↗6039 |
| 2016  | 2017  | 2018  | 2019  | 2020  | 2021  | 2023  |
| ↘5994 | ↘5991 | →5991 | ↘5917 | ↘5887 | ↗6016 | ↘5952 |
| 2024  | 2025  |       |       |       |       |       |
| ↘5876 | ↘5822 |       |       |       |       |       |

## Состав
В состав Приладожского городского поселения входят 2 населённых пункта:
| № | Населённый пункт | Тип населённого пункта      | Население    |
| - | ---------------- | --------------------------- | ------------ |
| 1 | Назия            | деревня                     | ↘244 (2025)  |
| 2 | Приладожский     | пгт, административный центр | ↘5578 (2025) |